# West Coast Jazz
West Coast Jazz é uma forma de jazz criada em Los Angeles, Califórnia, ao mesmo tempo que o hard bop se desenvolvia na costa leste dos EUA, em Nova Iorque, nos anos 50 e 60. O West Coast Jazz era considerado como um sub-género do cool jazz.
Era um estilo de jazz mais calmo, menos frenético que o hard bop, e as suas músicas caracterizavam-se pelas suas composições mais elaboradas.
As principais editoras deste género foram a Pacific Jazz Records e a Contemporary Records. Alguns dos nomes associados ao West Coast Jazz, foram Shorty Rogers, Gerry Mulligan,Stan Getz,Chet Baker, Bud Shank, Bob Cooper, Jimmy Giuffre, Shelly Manne, Bill Holman, Manny Albam, André Previn, e Dave Brubeck junto com Paul Desmond.